# Wanarejan Utara
Wanarejan Utara is een bestuurslaag in het regentschap Pemalang van de provincie Midden-Java, Indonesië. Wanarejan Utara telt 9704 inwoners (volkstelling 2010).